# Австралийски дърволазки
Австралийските дърволазки (Climacteridae) са семейство средноголеми птици от разред Врабчоподобни (Passeriformes).
Включва два рода със 7 вида, разпространени в различни гористи местности в Австралия и Нова Гвинея. Достигат дължина от 14 до 19 сантиметра и маса 17 – 44 грама, имат дълга опашка, къси крака, масивно тяло и удължена леко извита надолу човка. Хранят се членестоноги, които търсят в кората на дърветата.

## Родове
Семейство Climacteridae – Австралийски дърволазки
- Cormobates
- Climacteris